# ویلکوو (سرزمین آلتای)
ویلکوو (به لاتین: Vylkovo) یک منطقهٔ مسکونی در روسیه است که در سرزمین آلتای واقع شده‌است.